# Sericoptera discolor
Sericoptera discolor là một loài bướm đêm trong họ Geometridae.